# THE IDOLM@STER SP
<THE IDOLM@STER SP>(아이돌마스터 에스피)는 반다이 남코 게임스가 2008년 7월에 발표해, 2009년 2월 19일에 발매된 PlayStation Portable (PSP) 용 육성 시뮬레이션 게임 (공칭 <아이돌 프로듀스>). <일본 게임 대상 2008>퓨처 부문 수상. PSP the Best판 (염가판) 은 UMD에서는 2010년 1월 28일에, PlayStation Store으로부터의 다운로드에서는 동년 10월 28일에 발매되었다.

## 개요
본작으로의 특징은, 신규 신작 스토리와 신캐릭터에 의해 이야기성을 중시한 스토리 프로듀스 모드라고 말할 수 있다 (덧붙여 Xbox 360판과 거의 같은 형태와 내용·볼륨의 프리 프로듀스 모드도 탑재되고 있다). 또 지금까지의 아케이드판이나 Xbox 360판과는 다른 개변이 이루어지고 있어 정통 시리즈 중 최신의 시스템이 된다.
스토리 프로듀스 모드에서는, 각 아이돌이 여러 가지 이유로 <아이돌 얼티메이트>(이후 <IU>라고 기술)의 우승을 목표로 하는 모습이 그려지고 있어 등장하는 새로운 라이벌 캐릭터와 우승을 둘러싸 공사에 걸쳐 싸우게 된다.
아케이드판이나 Xbox 360판 (함 L4U!) 과 같이, 각각의 시간축의 연결은 설정되어 있지 않다. 덧붙여 <아이돌마스터 디어리 스타즈>의 작중에서도 본작의 중심 이벤트인 IU에 관한 언급이 있지만, 이쪽도 시간축의 연결은 전혀 없다.
게임에서의 플레이어의 목표는, 아케이드판·Xbox 360판 같이, 예능 사무소 <765 (남코) 프로덕션>의 프로듀서로서 소속 아이돌들을 톱 아이돌에 길러내는 것은 있지만, 스토리 프로듀스에서는, 지금까지의 작품보다 담당 아이돌과의 커뮤니케이션의 비중이 크고, 스토리 프로듀스에서도 프리 프로듀스에서도 프로듀스할 수 있는 것은 1명씩 솔로 유닛 한정이 된다.
또, 새롭게 스토리 프로듀스에는 라이벌 사무소가 되는 <961 (검정) 프로덕션>에 소속하는 신캐릭터인<가나하 히비키>와<시죠 타카네>가 등장해, Xbox 360판의 캐릭터 <호시이 미키>도 765 프로덕션에서 961 프로덕션에 이적해 버려, 이 3명이 <프로젝트 페어리>로서 라이벌 캐릭터가 된다.
초기 캐릭터 9명에, 미키와 신캐릭터 2명을 맞춘 <3명+1인>의 4명의, 다른 스토리가 그려지는 3버전으로의 전개가 된다 (각 버전으로 다른 캐릭터와 라이벌, 스토리가 되지만, 각 버전의 세이브 데이터를 읽어들이는 것으로, 각각의 아이돌이 사용 가능하게 된다). 또 2012년 10월 25일에는 같은 PSP 소프트로서 <아이돌마스터 샤이니 페스타>도 본작과 같이 3패키지로 발매되었지만, 가나하 히비키와 시죠 타카네과 호시이 미키가 765 프로 아이돌로서 추가되고 있기 때문에 멤버의 편성은 본작과는 다르다. 각 버전과 참가 캐릭터의 편성은 다음과 같다.

### 퍼펙트 선
이미지 칼라는 빨강. 플레이어가 선택하는 아이돌은 아마미 하루카·타카츠키 야요이·키쿠치 마코토의 3명, 라이벌 아이돌은 가나하 히비키.
후술의 2버전보다 <톱 아이돌이 되려면 라이벌을 넘어뜨리지 않으면 안 된다>라는 기본 스토리가 강조되고 있어 그 만큼 사이드 스토리는 적고, 톱을 목표로 하는 아이돌끼리의 대결이 전면에 밀려 나오고 있다.

### 원더링 스타
이미지 칼라는 노랑. 플레이어가 선택하는 아이돌은 하기와라 유키호·미나세 이오리·후타미 아미/마미의 3명 (4명), 라이벌 아이돌은 시조 타카네.
스토리 모드에서는 톱 아이돌인 타카네와 신인 아이돌 등의 가지각색의 생각과 결의, 아이돌로서의 성장이 그려져 있다.

### 미싱 문
이미지 칼라는 파랑. 플레이어가 선택하는 아이돌은 키사라기 치하야·미우라 아즈사·아키즈키 리츠코의 3명, 라이벌 아이돌은 호시이 미키.
765 프로로 대형 신인이라고 기대되고 있던 후보생견습인 미키가, 어떤 계기부터 라이벌 프로덕션의 961 프로로부터 데뷔해 버려, 프로듀서와 담당 아이돌은….

## 같이 보기
- PlayStation Portable
- THE IDOLM@STER SHINY FESTA